# Шубино (посёлок, Старорусский район)
Шу́бино — поселок в Старорусском районе Новгородской области, входит в состав Залучского сельского поселения.

## География
Находится в южной части Новгородской области на расстоянии приблизительно 56 км на юг-юго-восток по прямой от районного центра города Старая Русса.

## История
Посёлок появился в период между 1952 годом и 1959 годом. Название связано с близлежащей деревней. На карте 1981 года между поселком и лесными массивами отмечены узкоколейные железные дороги, что является характерной чертой лесопромыслового хозяйства XX века.

## Население
| 2010 |
| ---- |
| 57   |

Численность населения: 102 человека (русские 95 %) в 2002 году, 57 человек в 2010 году.